# Василий Юнкер
Василий Василиевич Юнкер (на руски: Васи́лий Васи́льевич Ю́нкер; на немски: Wilhelm Junker) е руски географ и пътешественик, доктор по медицина от немски произход. Почетен член на Руското географско дружество, носител на златен медал на Британското кралско географско дружество за изследванията си в Африка.

## Произход и образование (1840 – 1869)
Роден е на 6 април 1840 година в Москва, Русия, в семейство на основателя на банкерската къща „И. В. Юнкер и К°“. Получава превъзходно образование най-напред в Москва, а след това от 1855 г. в Санкт Петербург в Немската гимназия. След завършване на средното си образование изучава медицина в Санктпетербургската медико-хирургическа академия, а след това продължава образованието си в университетите в Гьотинген, Берлин, Прага и Дерпт (сега Тарту, Естония). След дипломирането си започва медицинска практика в Санкт Петербург, но за кратко защото посещава живота си на изследвания на африканския континент.

## Изследователска дейност (1869 – 1887)

### Пътешествия в Европа и Северна Африка (1869 – 1875)
През 1869 Юнкер извършва първото си пътешествие като обект на неговото изследване е Исландия. През 1873 – 1874 взема участие в археоложка експедиция в Тунис, където за първи път се сблъсква с ислямския свят и започва да учи арабски език и практическа топография. Това му пътешествие става база и основна школа за по-нататъшните му 10-годишни изследвания в Екваториална Африка. През 1873 – 1875 пътува в Западна Европа, където се запознава с известните немски изследователи на Африка Георг Швайнфурт, Герхард Ролфс и Густав Нахтигал, които допълнително допринасят за ориентацията му към изследването и изучаването на Екваториална Африка.

### Експедиции в Източна и Екваториална Африка (1876 – 1879)
През 1876 изследва югоизточната част на Нубийската пустиня, близо до Червено море и долното течение на река Барка. От юли до септември 1876 се изкачва по река Бели Нил и по десния ѝ приток река Собат до началото на плавателния ѝ участък и изследва долното ѝ течение. През януари 1877 тръгва от Ладо (на река Бахр ел Джебел) на запад в областта Макарака. От март до юни изследва вододелната област на реките Нил и Конго. Изследва изворните области на реките Ака (десен приток на Дунгу, от басейна на Уеле) и Гарамба (ляв приток на Ака). Открива изворите на реките Аире и Яло, съставящи на река Рол (от басейна на Нил) и уточнява положението на река Ей. През юли и август изследва река Рол от изворите ѝ до долното ѝ течение и оттам се отправя на запад-северозапад, като последователно пресича реките Роа (десен приток на Джур, от басейна на Бахр ел Газал), Тондж, Молмул и Джур. На обратния път, през септември, подробно изследва басейна на река Роа. През октомври изследва областта Мариди (в района на изворите на Роа) и изворната област на Тондж. От ноември 1877 до януари 1878 се изкачва по река Ей, пресича вододела и навлиза в изворната област на река Кибали. През септември 1878 се завръща в Петербург и през 1879 изнася обширен доклад на заседание на Руското географско дружество за своето двегодишно пътешествие и подарява на Музея по антропология и етнография на Руската академия на науките и Берлинския етнографски музей голяма част от своите колекции.

### Нова експедиция в Екваториална Африка (1880 – 1887)
От 1880 до 1887 отново изследва Централна Африка между 2 – 8º с.ш. и 23 – 32º и.д. Изследва басейна на река Уеле и окончателно доказва, че принадлежи към басейна на Конго и не е свързана нито с Нил, нито с Шари, нито с Нигер. През март 1880 от Мешра-ер-Рек тръгва на запад към Дейм-Зубейр, завива на юг и в изворната област на река Уере (десен приток на Уеле) основава постоянна база за своите бъдещи пътешествия. От август до декември 1880 изследва басейна на Уеле. От базата си тръгва на юг, пресича басейна на река Гурба (десен приток на Уеле), достига до Уеле близо до устието на десния ѝ приток Бвере, изкачва се по Уеле до устието на левия и приток река Гада и оттам се завръща в базата си, като по пътя изследва реките Дуру, Капили, Бвере и Гурба (всички десни притоци на Уеле). През януари 1881 изследва големия завой, който прави Уеле след устието на Гурба. В края на 1881 и първата половина на 1882 изследва басейна на река Бомоканди (ляв приток на Уеле). На 6 май 1882 открива горното течение на река Непоко (десен приток на Арувими, която е десен приток на Конго). През декември 1882 тръгва на югозапад от изворите на река Мбому (десен приток на Убанги), изследва изворната област на река Били (ляв приток на Мбому) и през януари 1883 достига до Уеле между устията на реките Уере и Бима (ляв приток). Оттам се връща към горното течение на река Били, по нея тръгва на запад, отклонява се на югозапад и в края на февруари отново излиза на река Уеле на 23º и.д. В началото на май 1883 се завръща в новата си база, в горното течение на река Мбому, като на обратния път изследва десните притоци на Мбому – реките Шинко и Уара. През ноември 1883 тръгва на изток и в началото на 1884 достига до селището Ладо. По пътя изследва изворните области на реките Мбому и Суе (Джур).
Изследванията на Екваториална Африка през този период са съпроводени с огромни рискове и трудности. Вождовете на племената, враждуващи помежду си се отнасят към европейците различно, но в повечето случаи недружелюбно. По време на изследванията на Юнкер местните племена въстават срещу египетското правителство в Южен Судан, което още повече усложнява и без това отчаяното положение на пътешественика. Освен Юнкер по това време в Южен Судан са отрязани от външния свят и немския пътешественик Емин паша и още един италиански изследовател. Поради това Юнкер, изморен, болен, и едва държащ се на краката си през януари 1886 тръгва от Ладо на юг и след доста труден преход през територията на днешна Уганда и покрай източния бряг на езерото Виктория през декември достига до Индийския океан, а през януари 1887 се завръща в Санкт Петербург след седемгодишно отсъствие.

### Резултати от пътешествията
След завръщането си Юнкер отново излиза с обширен доклад пред Руската академия на науките. Материалите събрани от него, обхващат всички въпроси, имащи отношение към географията. Неговите картографски работи се отличават с висока точност, много внимание отделя и на въпросите по хидрография и метеорология. В неговите дневници и статии се съдържат множество ценни изследвания относно флората и фауната, като особено внимание отделя на живота на човекоподобните маймуни. Любима негова област е етнографията. Изучавайки вододела Нил-Конго, той извършва редица географски открития, съставя първата сравнително точна карта на Централна Африка и първи провежда регулярни метеонаблюдения на двете му бази. След като прекарва няколко години сред народностите ням-ням и мангбату, съставя речници на десетки негърски племена от тези народности, събира голяма етнографска колекция и ценни колекции от растения и животни. Всичката тази информация събрана в продължение на 10-годишните му пътешествия е сортирана, обработена и издадена в две книги: „Reisen in Afrika, 1875 – 1886“ (Bd. 1 – 3, Wien-Olmütz, 1889 – 1891) и „Wissenschaftliche Ergebnisse von Dr. W. Junkers Reisen in Zentralafrika“ (Petermanns Geogr. Mitteilungen, Erg.-Heft Nr. 92 u. 93, Gotha, 1888 – 1889).

## Последни години (1887 – 1892)
Веднага след завръщането си Юнкер е избран за почетен член на Руското географско дружество. След това заминава за Виена, за да организира публикуването на книгите си. През 1891 се връща в Петербург, за да уреди и издаването им на руски език, но се простудява и на 13 февруари 1892 умира от възпаление на белите дробове на 51-годишна възраст.